# Oxypteron
Oxypteron là một chi bướm đêm thuộc phân họ Tortricinae của họ Tortricidae.

## Các loài
- Oxypteron algerianum Razowski, 1965
- Oxypteron eremica (Walsingham, 1907)
- Oxypteron exiguana (Laharpe, 1860)
- Oxypteron homsana Amsel, 1954
- Oxypteron impar Staudinger, 1871
- Oxypteron kruegeri (Turati, 1924)
- Oxypteron palmoni (Amsel, 1940)
- Oxypteron polita (Walsingham, 1907)
- Oxypteron schawerdai (Rebel, 1936)
- Oxypteron wertheimsteini (Rebel, in Rothschild, 1913)